# Przewaga w powietrzu
Przewaga w powietrzu (ang. Air Superiority) – obraz olejny Witalija Komara i Aleksandra Melamida z 1997 roku.

## Historia
Witalij Komar oraz Aleksandr Melamid współpracowali jako duo Komar i Melamid od 1965 do 2005 roku i podpisywali swoje prace obiema nazwiskami, niezależnie od tego, czy przy tworzeniu obrazu brali oboje udział. Dali początek radzieckiemu ruchowi „sots“, zbliżonemu stylistycznie do pop-artu. Po wydaleniu w 1973 roku ze Związku Artystów Radzieckich oboje wyjechali do Stanów Zjednoczonych w 1978 roku. Otrzymali stypendium National Endowment for the Artists jako pierwsi Rosjanie. Obraz Przewaga w powietrzu powstał w 1997 roku i należy do serii American Dreams. Dzieło jest przechowywane w Sloane Gallery. 

## Charakterystyka
Obraz namalowany techniką olejną na płótnie. Prezydent George Washington został przedstawiony z bazooką opartą na ramieniu. Dosiada bielika amerykańskiego w locie, symbolu Stanów Zjednoczonych obecnego na Wielkiej Pieczęci Stanów Zjednoczonych. Orzeł trzyma amerykańską flagę. Obraz można odczytywać jako wyzwanie wobec marzeń związanych z kapitalizmem, a także jako ilustrację znaczenia Stanów Zjednoczonych i ich wpływu.